# Badminton-Südamerikameisterschaft 2012
Die Badminton-Südamerikameisterschaft 2012 fand vom 12. bis zum 16. November 2012 in Lima statt.

## Sieger und Platzierte
| Disziplin    | Gold | Silber | Bronze |
| ------------ | --- | --- | --- |
| Herreneinzel | Daniel Paiola | Luíz dos Santos | Mario Cuba |
| Herreneinzel | Daniel Paiola | Luíz dos Santos | Bruno Monteverde |
| Dameneinzel  | Fabiana Silva | Yasmin Cury | Camila Duany |
| Dameneinzel  | Fabiana Silva | Yasmin Cury | Daniela Macías |
| Herrendoppel | Mario Cuba Bruno Monteverde                                                                                                  | Daniel Paiola Alex Tjong | Ivan Leon But Bastian Lizama                                                                                              |
| Herrendoppel | Mario Cuba Bruno Monteverde                                                                                                  | Daniel Paiola Alex Tjong | Pedro Chen Gabriel Gandara                                                                                                |
| Damendoppel  | Paula Pereira Fabiana Silva                                                                                                  | Alejandra Monteverde Luz María Zornoza | Chou Ting Ting Camila Macaya                                                                                              |
| Damendoppel  | Paula Pereira Fabiana Silva                                                                                                  | Alejandra Monteverde Luz María Zornoza | Camila Garcia Daniela Zapata                                                                                              |
| Mixed        | Daniel Paiola Fabiana Silva                                                                                                  | Mario Cuba Luz María Zornoza | Cristian Araya Camila Macaya                                                                                              |
| Mixed        | Daniel Paiola Fabiana Silva                                                                                                  | Mario Cuba Luz María Zornoza | Bruno Monteverde Daniela Macías                                                                                           |
| Mannschaft   | Brasilien Daniel Paiola Aleksander Silva Luíz dos Santos Alex Tjong Yasmin Cury Paula Pereira Fabiana Silva Lohaynny Vicente | Peru Mario Cuba Sebastian Macías Bruno Monteverde Daniel La Torre Camilla García Daniela Macías Alejandra Monteverde Daniela Zapata Luz María Zornoza | Chile Cristian Araya Ivan Leon But Bastián Lizama Esteban Mujica Chou Ting Ting Camila Macaya Mixhool Peña Victoria Pérez |

## Teams
| Platz | Team      | Pld | W | L | MF | MA | MD  | GF | GA | GD  | PF  | PA  | PD   | Pts | Qualifikation |
| ----- | --------- | --- | - | - | -- | -- | --- | -- | -- | --- | --- | --- | ---- | --- | ------------- |
| 1     | Brasilien | 2   | 2 | 0 | 8  | 0  | +8  | 16 | 1  | +15 | 360 | 221 | +139 | 2   | 1.            |
| 2     | Peru      | 2   | 1 | 1 | 5  | 3  | +2  | 11 | 6  | +5  | 321 | 268 | +53  | 1   | 2.            |
| 3     | Chile     | 2   | 0 | 2 | 0  | 10 | −10 | 0  | 20 | −20 | 228 | 420 | −192 | 0   | 3.            |